# Oogamia
L'oogamia è una forma di riproduzione sessuale che presuppone la differenziazione di cellule sessuali differenziate (gameti), in cui uno dei due gameti è mobile  e l'altro fisso. Rappresenta un'evoluzione dei fenomeni sessuali e si presenta perciò nelle forme di vita più evolute.
I due gameti si differenziano sia morfologicamente sia fisiologicamente. Il gamete mobile è di piccole dimensioni, è dotato spesso di organuli di movimento (flagelli) ed ha una vita autonoma breve. Il gamete immobile è invece di grandi dimensioni e beneficia dell'accumulo di sostanze nutritive di riserva che, nelle forme più evolute, può essere demandato a strutture cellulari adiacenti. Per convenzione si attribuisce il sesso maschile al gamete mobile e quello femminile al gamete immobile; al primo viene spesso attribuito la denominazione di spermatozoo, al secondo quella di ovocita o cellula uovo. 
L'oogamia è propria degli organismi Eucarioti, fatta eccezione di quelli più primitivi, e si può riscontrare in alcuni Protisti, nei Funghi, nelle Piante e negli Animali. 
Sotto l'aspetto evolutivo, negli animali l'oogamia si conserva sostanzialmente invariata, con lo sviluppo di una fisiologia più complessa relativa alla funzione della cellula uovo. Nei Funghi e nelle Piante, invece, l'oogamia vera e propria rappresenta una forma intermedia nella scala evolutiva, in quanto la riproduzione mediata dai gameti viene sostituita, nelle forme più evolute, dalla riproduzione mediata da strutture pluricellulari o plurinucleate, dette gametangi, contenenti le cellule sessuali vere e proprie. In questo caso molti autori usano il termine di gametangiogamia.